# Hwangudan

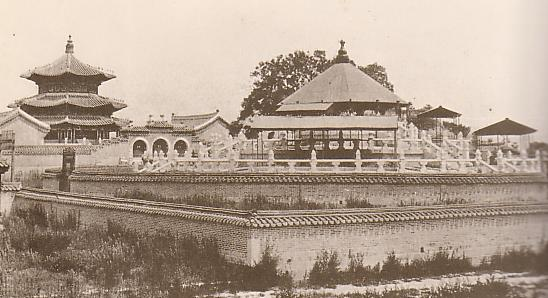
Viên Khâu Đàn

Viên Khâu Đàn (환구단) còn gọi là Tế Thiên Đàn là một quần thể các tòa nhà ở nội thành Tây Nam Seoul, tại quận Xuanwu. Việc xây dựng quần thể Thiên Đàn bắt đầu năm 1897, và sau đó là nơi mà các hoàng đế Đại Hàn Đế quốc (Nhà Triều Tiên) thực hiện các nghi lễ tế trời - nghi lễ quan trọng nhất trong năm.

## Các kiến trúc chính
- Bản Đàn (본단 - "đàn tế chính") gồm ba tầng của đài đá hoa cương, trên có tòa lầu hình tròn cột gỗ, mái hình nón dát vàng, là nơi hoàng đế làm lễ tế trời. Đã bị phá hủy hoàn toàn năm 1913 theo lệnh của Tổng đốc Triều Tiên.
- Hoàng Khung Vũ (황궁우 - "nhà cao mái vòm"), là lầu một tầng thông suốt hình trụ tròn nhưng có ba tầng mái, nằm ở phía bắc Viên Khâu, là nơi đặt các bài vị tế trời vào những ngày không phải dịp tế lễ.
- Chính Môn (정문 - "cổng chính") xây theo lối "bình tam môn" (평삼문/平三門), đã bị phá hủy cùng Viên đàn, phục chế năm 2009.